# 西海区水産研究所
西海区水産研究所（せいかいくすいさんけんきゅうじょ）は、かつて存在した水産研究・教育機構の研究所の一つ。主に東シナ海の魚類・水産資源と海洋環境に関わる調査・研究を担っている。東シナ海は、マアジなどの魚類資源が豊富であり、その調査研究をもとに資源評価や資源管理に関する研究が遂行されている。また、中国などから流入する栄養塩類などの動態の研究が行われている。漁業調査船陽光丸（長崎漁港）を擁する。略称は西海水研。

## 所在地
| 長崎庁舎   | 長崎県長崎市多以良町1551-8                | 本所                     |
| 五島庁舎   | 長崎県五島市玉之浦町布浦122-7             | 資源生産部               |
| 奄美庁舎   | 鹿児島県大島郡瀬戸内町大字俵字崎山原955-5 | まぐろ増養殖研究センター |
| 八重山庁舎 | 沖縄県石垣市桴海大田148                   | 亜熱帯研究センター       |

## 研究組織
以下の6部構成となっている。
業務推進部
研究開発業務を総合的に支援する
資源海洋部
水産資源の管理と海洋環境についての研究
資源生産部
育種と資源管理についての研究
有明海・八代海漁場環境研究センター
有明海と八代海の生物と環境についての研究
まぐろ増養殖研究センター
クロマグロの増養殖に関する研究開発
亜熱帯研究センター
珊瑚礁域における資源評価や生態系の研究と養殖技術の開発

## 沿革
- 1948年: 農林省水産試験場の長崎臨時試験地を長崎市丸尾町に開設。
- 1949年: 長崎臨時試験地を母体に水産庁西海区水産研究所が発足。福岡試験地、下関試験地、浜試験地（佐賀県藤津郡浜町、現・鹿島市）を設置。
- 1962年: 長崎市国分町へ移転。福岡試験地と浜試験地を廃止。
- 1966年: 下関試験地を支所に改組。
- 1981年: 社団法人日本栽培漁業協会が五島事業場（現・五島庁舎）を開設。
- 1985年: 社団法人日本栽培漁業協会が八重山事業場（現・八重山庁舎）を開設。
- 1994年: 石垣支所を設置し、下関支所を下関庁舎に改組。
- 1995年: 社団法人日本栽培漁業協会が奄美事業場（現・奄美庁舎）を開設。
- 1996年: 下関庁舎を廃止。
- 2001年: 独立行政法人化により水産総合研究センター西海区水産研究所となる。
- 2003年: 現在地へ移転。有明海・八代海漁場環境研究センターを設置。日本栽培漁業協会の水産総合研究センターへの統合により、八重山・五島・奄美事業場は八重山・五島・奄美栽培漁業センターと改称。
- 2006年: 八重山栽培漁業センター（現・八重山庁舎）を石垣支所に統合。
- 2011年: 改組により2部3センター体制となる。五島・奄美栽培漁業センターを統合。石垣支所を亜熱帯研究センター（石垣庁舎・八重山庁舎）に改編。
- 2013年: まぐろ飼育研究施設が稼働開始。
- 2015年: 法人名称が「国立研究開発法人水産総合研究センター」となる。
- 2016年: 水産総合研究センターが水産大学校を統合し、国立研究開発法人水産研究・教育機構となる[3]。これに合わせて組織改編が行われた。[4]
- 2017年: 石垣庁舎を廃止し八重山庁舎に統合。
- 2020年: 水研機構の体制改革により、他の8研究所とともに水産技術研究所および水産資源研究所へと改組され、水産技術研究所の本所となる。